# Philophylla atrata
Philophylla atrata
 es una especie de insecto del género Philophylla de la familia Tephritidae del orden Diptera. 
Munro la describió científicamente por primera vez en el año 1938.